# Setomaa

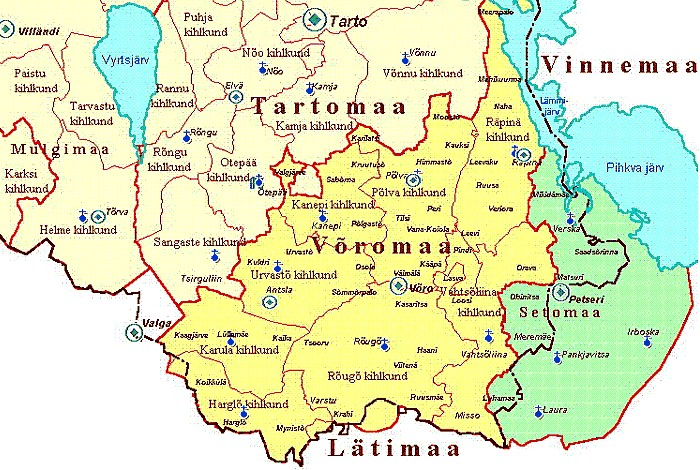
Region Setomaa oznaczony kolorem zielonym.

Flaga Setomaa. Wzór widoczny na fladze występuje także w lokalnym stroju.

Setomaa (est. Setumaa; ros. Сетумаа, seto Setomaa) – region na południowym wschodzie Estonii, zamieszkany przez grupę etniczną Setu, mówiącą językiem setuskim. Obejmuje miejscowości z prowincji Võru, w tym gminę Setomaa ze swoim centrum w Värska.
Historyczne ziemie Setomaa leżą zarówno w Estonii, jak i w Rosji (granica przebiega m.in. przez jezioro Pejpus). Religijne i kulturalne centrum Setomaa, Pieczory (est. Petseri), od 1920 r. do 1944 r. znajdowało się w Estonii, obecnie znajduje się po stronie rosyjskiej. W 1944 r. 75% terenów trafiło w granice Rosji. Od 1991 r., gdy Estonia odzyskała niepodległość, toczyły się dyskusje pomiędzy Rosją a Estonią na temat ponownego ustalenia granic, jednak bez rezultatów. Miejscowa ludność (w tym dzieci) przez lata przemieszczała się często pod drutami kolczastymi, by dostać się do miejsc pochówku bliskich, do szkoły, czy domów członków rodzin.
Rosyjska część Setomaa obejmuje współcześnie Rejon pieczorski w obwodzie pskowskim i jest większa niż po stronie estońskiej.
Na mapach wydawanych w Estonii do tej pory zaznaczone są dwie granice – oficjalnie uznawana przez społeczność międzynarodową (wytyczanie granic zakończono w 1996 r.) oraz ta, która traktuje całość ziem Setomaa jako jedną jednostkę geograficzną należącą do Estonii, czyli zgodnie z ustaleniami traktatu pokojowego z Tartu z 1920 r. Odcinek jest jedyną zewnętrzną granicą Unii Europejskiej bez zatwierdzonej umowy.
W Setomaa znajdują się muzea regionalne (m.in. w Obinitsa i Värska), region ma od 2003 r. własną flagę, hymn, wydawana jest gazeta w języku setuskim, a liczne zespoły folklorystyczne czy organizacje podtrzymują tożsamość regionu, promując go w kraju i za granicą. Ponieważ Setu wyznają prawosławie, w Setomaa znajdują się także cerkwie: po estońskiej stronie np. w Värska i w Obinitsa, po rosyjskiej – w Petseri, gdzie odbywają się nabożeństwa w języku estońskim.

## Galeria

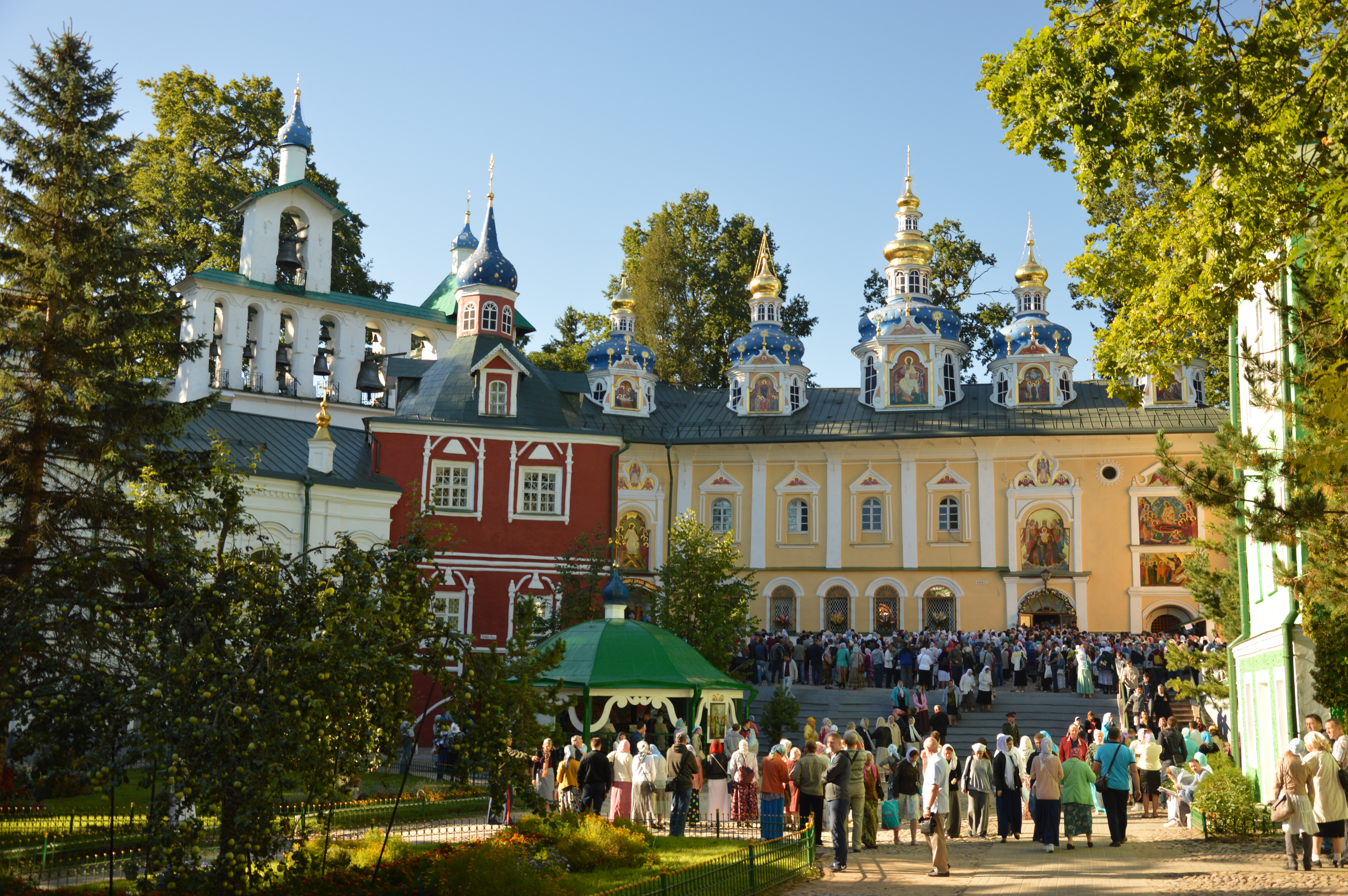
Monaster Pskowsko-Pieczerski w Pieczorach
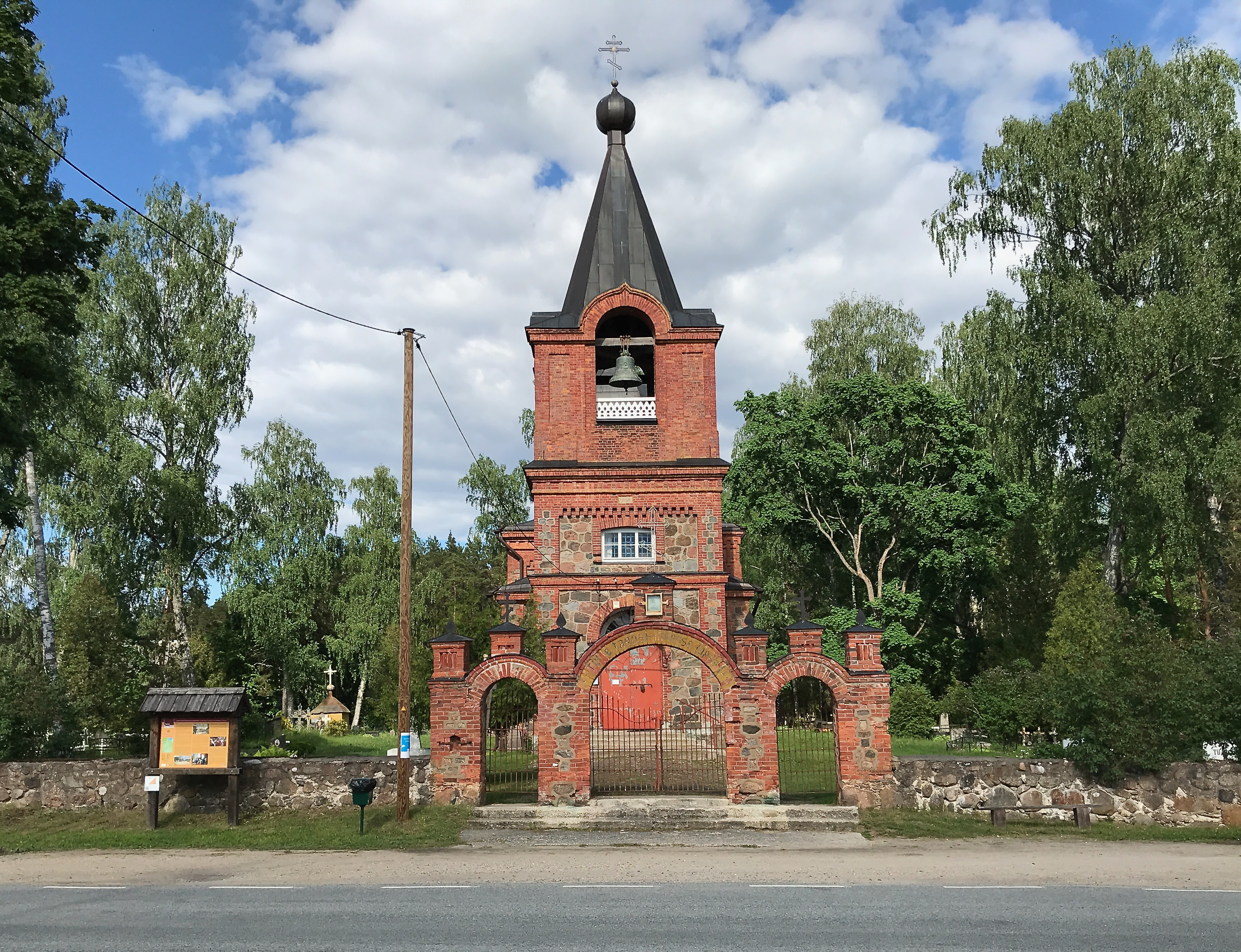
Cerkiew w Värska
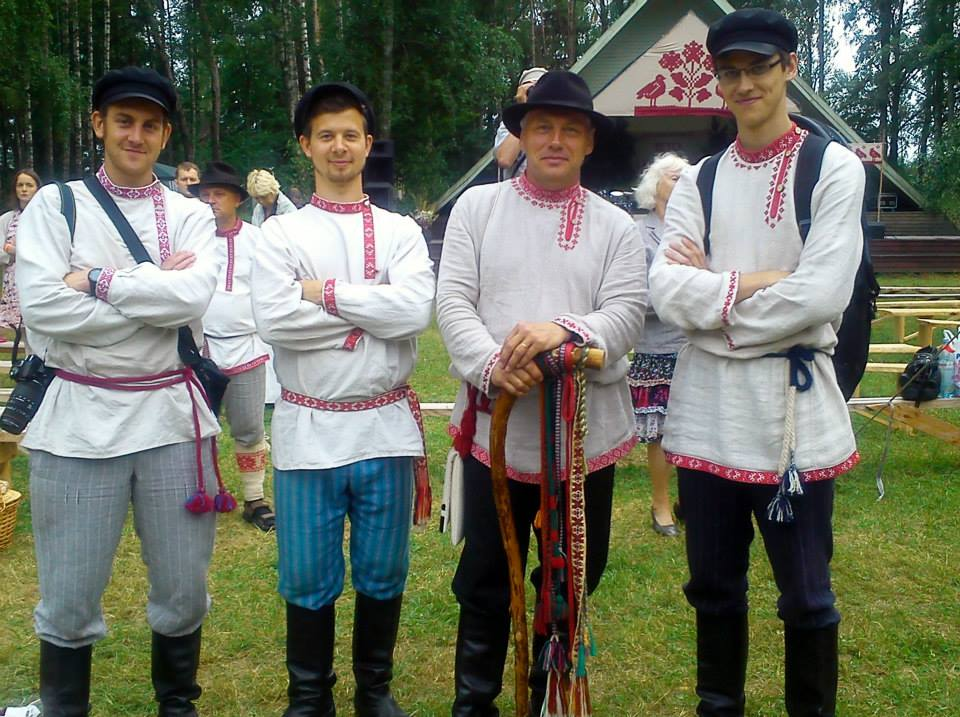
Zespół folklorystyczny w tradcyjnych setuskich strojach
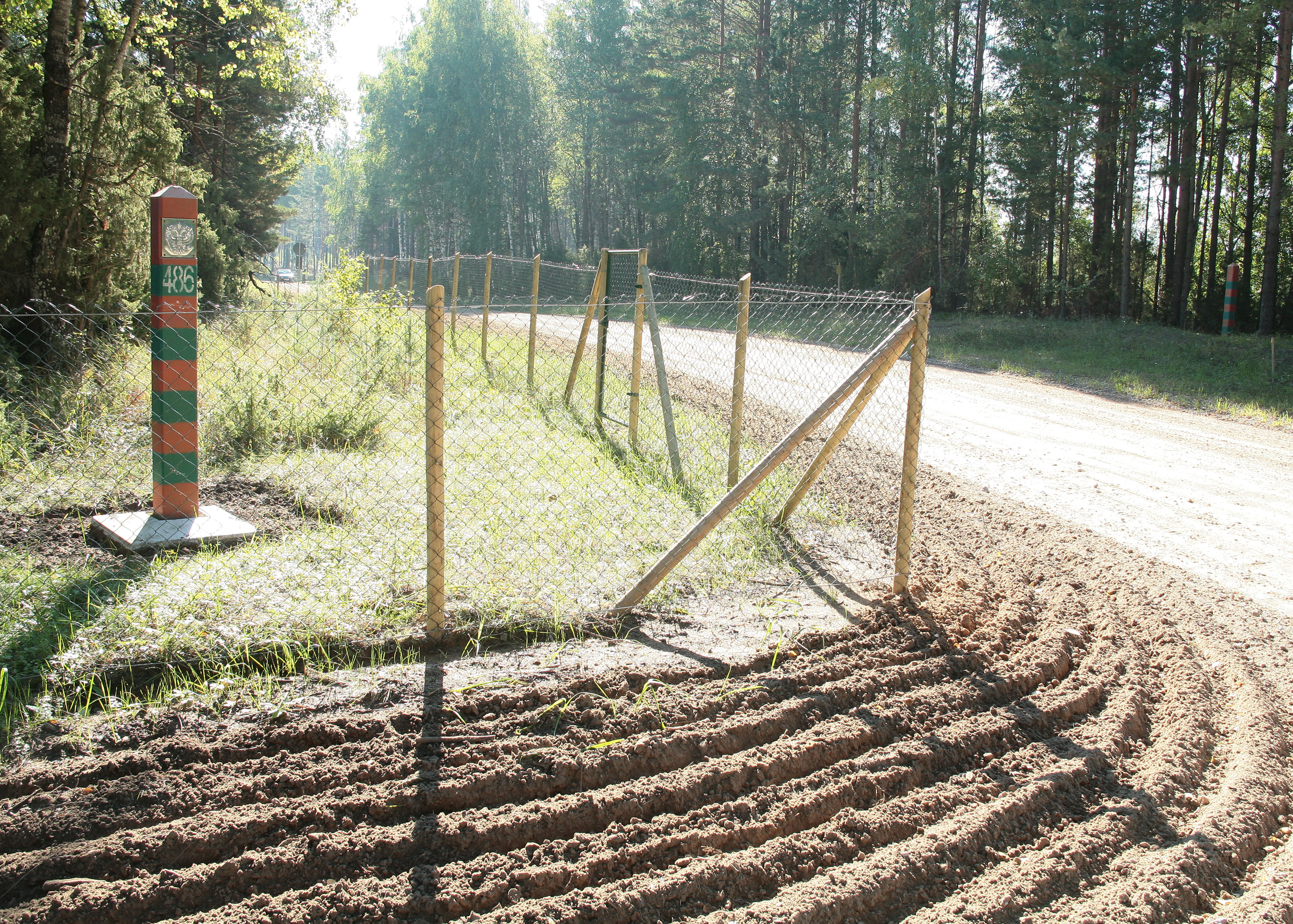
Granica w miejscowości Saatse
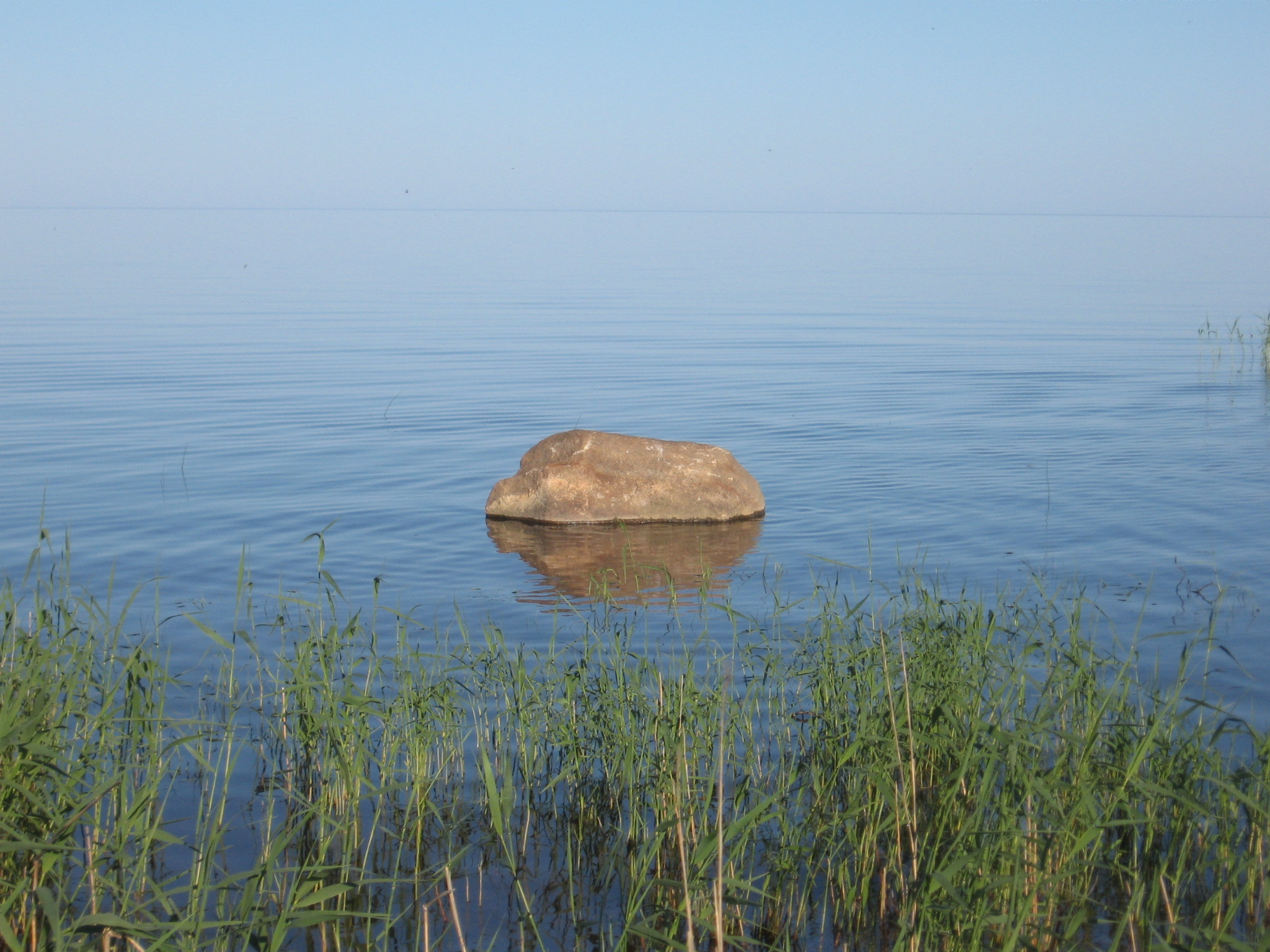
Jezioro Pejpus
Wieś Võõpsu – 1912 r.
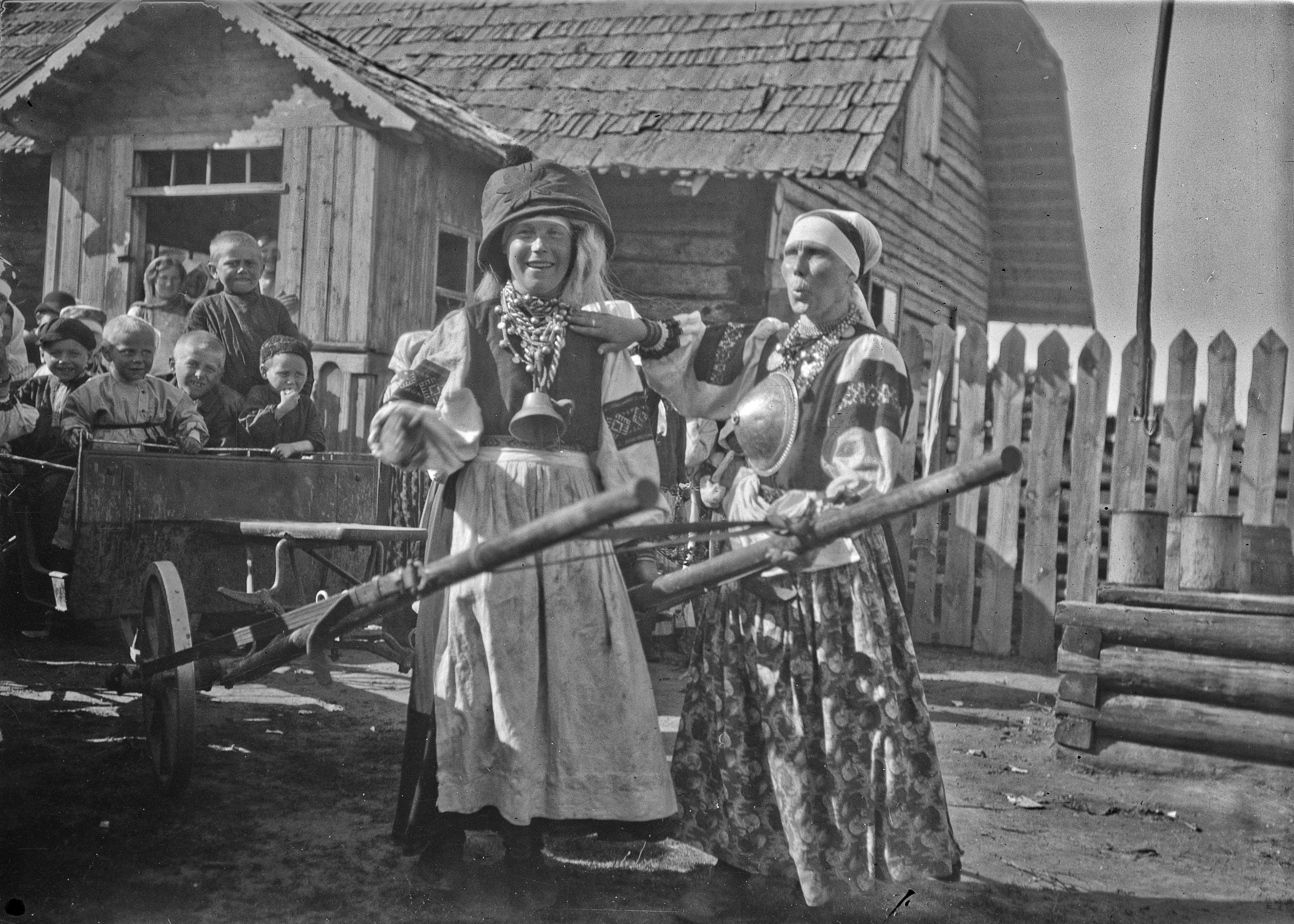
Zabawa weselna w Setomaa – 1912 r.